# Fouad Ambelj
Fouad Ambelj (arabisch فؤاد أمبلج; * 29. September 1993 in Casablanca, Marokko), auch bekannt unter seinem Nickname Lil Zoo, ist ein österreichischer Breaker marokkanischer Herkunft. Er lebt in Innsbruck und ist Mitglied der Crews Lhiba Kingzoo, El Mouwahidin und Flying Steps.

## Biografie

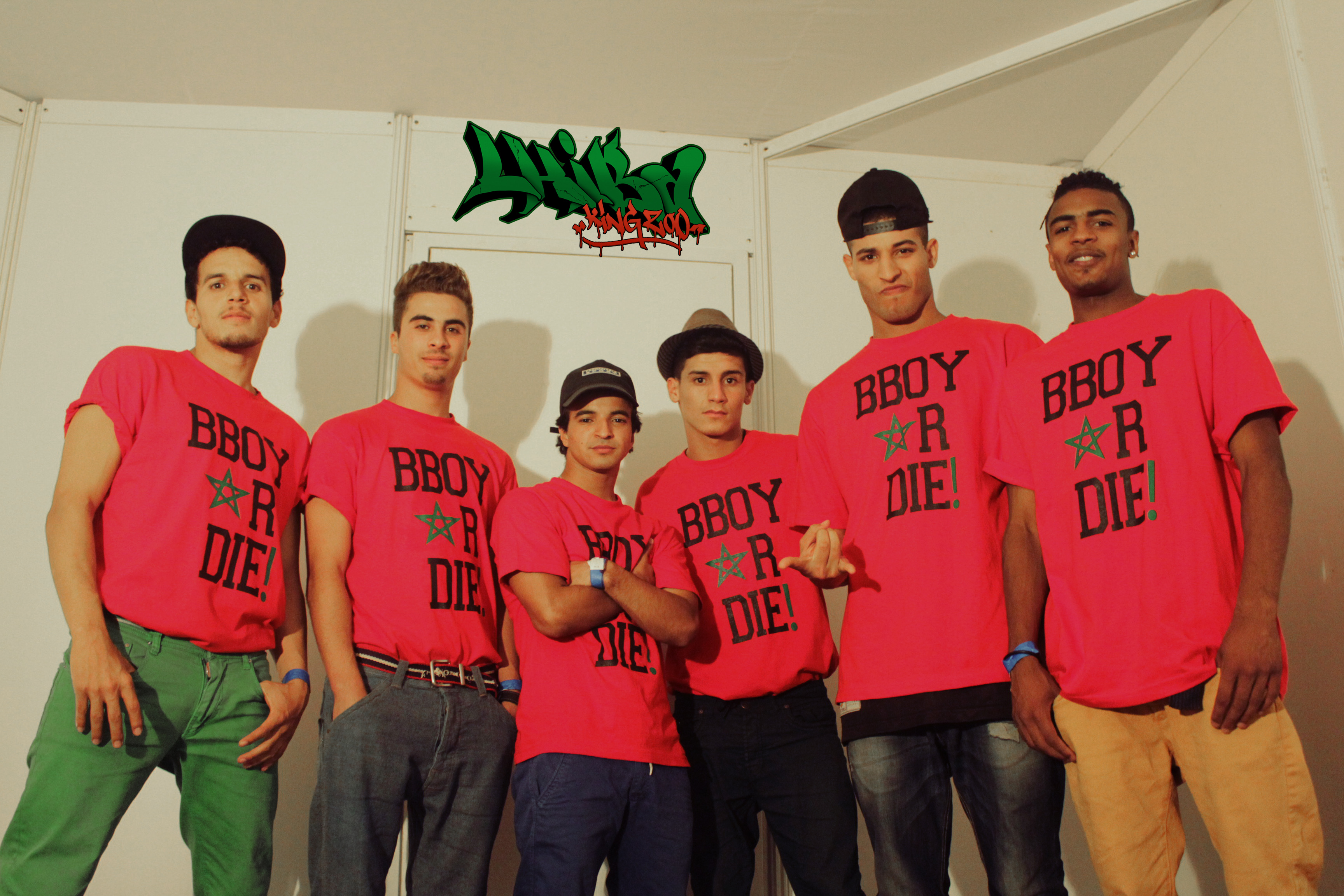
Lil Zoo (dritter von rechts) mit der Lhiba Kingzoo Crew (2013)

Fouad Ambelj wuchs in einem „Problemviertel“ der marokkanischen Metropole Casablanca auf. 2008 wurde er auf das Breaking aufmerksam, als er andere Jugendliche in den Straßen seiner Heimatstadt dabei beobachtete. Nachdem seine Faszination für den Tanzsport geweckt war, erkannte der B-Boy Yassine Alaoui Ismaili alias „Yoriyas“ sein Talent und brachte ihm erste Tricks bei. Ambelj wurde Teil der Lhiba Kingzoo Crew und erhielt als jüngstes Mitglied den Nickname „Lil Zoo“. In den folgenden Jahren trat er in marokkanischen Fernsehsendungen und Shows auf und gewann erste Wettkämpfe auf nationaler Ebene.
2012 gelang Lil Zoo ein erster Durchbruch, indem er sich in einem nationalen Battle gegen seinen früheren Lehrer Yoriyas durchsetzte. In weiterer Folge qualifizierte er sich für das Red Bull BC One World Final in Rio de Janeiro und repräsentierte als erster Teilnehmer in der Geschichte des Wettkampfs den afrikanischen Kontinent. Aufgrund der besseren Entwicklungschancen übersiedelte er 2015 von Marokko nach Innsbruck und geht seither für Österreich an den Start.
An seinem 25. Geburtstag gewann Lil Zoo in Zürich gegen den US-Amerikaner Luis „Luigi“ Rosado erstmals das Finale des Red Bull BC One und feierte damit den größten Erfolg seiner Karriere. Weitere wichtige Wettkampfsiege gelangen ihm 2018 beim Battle in Taoyuan sowie beim World Breaking Classic in den Niederlanden. Im Dezember 2021 erhielt er im Hinblick auf die nächsten Olympischen Sommerspiele, bei denen Breakdancing erstmals olympisch sein sollte, die österreichische Staatsbürgerschaft. Ein halbes Jahr später kürte er sich erstmals zum österreichischen Staatsmeister. Im Juni 2023 gewann er bei den Europaspielen in Nowy Sącz dank eines 2:1-Sieges im kleinen Finale gegen den Niederländer „Lee“ die Bronzemedaille.
Lil Zoo nahm an den Qualifikationswettbewerben für die Olympischen Spiele 2024 in Paris teil. Mit einer Gesamtpunktezahl von 43 von 100 konnte er sich keinen Startplatz sichern.
Wegen eines abgelehnten Dopingtests am 27. Juni 2024 wurde Ambelj beginnend mit 10. Juni 2025 für vier Jahre gesperrt.

## Stil
Lil Zoo, der dank seiner Erfolge Teil der Red Bull BC One All Stars ist, ist bekannt für seinen schnellen, energischen Stil. Er vereint athletische Powermoves mit dynamischen Freezes und „verrückten“ akrobatischen Bewegungen. Weil die internationale Breaking-Szene zu Beginn seiner Karriere wenig Einfluss auf die Entwicklungen in Marokko hatte, hebt sich sein Stil von vielen seiner europäischen Mitstreiter ab.
Laut eigenen Angaben legt Lil Zoo besonderen Wert auf Ästhetik und die Art der Berührungen am Boden.

## Erfolge
- 2011: 1. Platz Battle of the Year (Marokko)
- 2011: 1. Platz Festival Droubna
- 2012: 1. Platz Red Bull BC One East Africa Cypher
- 2012: 1. Platz Battle Best Moroccan BBoy
- 2012: Top 16 Red Bull BC One World Final
- 2013: 1. Platz Red Bull BC One Middle East Africa Cypher
- 2013: Top 16 BOTY International
- 2013: Top 8 Red Bull BC One World Final
- 2014: Top 8 BOTY International
- 2014: 2. Platz R16 World Final
- 2015: 1. Platz Back to the Roots Battle
- 2015: Top 4 Red Bull BC One World Final
- 2016: Top 8 Hip Opsession Battle
- 2016: Top 16 Marseille Battle Pro
- 2016: Top 8 BOTY International
- 2017: Top 4 Red Bull BC One World Final
- 2018: 1. Platz BattleInTaoyuan
- 2018: 1. Platz World Breaking Classic
- 2018: 1. Platz Red Bull BC One World Final
- 2019: 1. Platz BBIC
- 2019: Top 16 Red Bull BC One World Final
- 2020: Top 4 Red Bull BC One World Final
- 2022: Top 8 Red Bull BC One World Final
- 2022: 1. Platz Österreichische Meisterschaften[13]
- 2023: 3. Platz Europaspiele